# Комитет солидарности ГДР

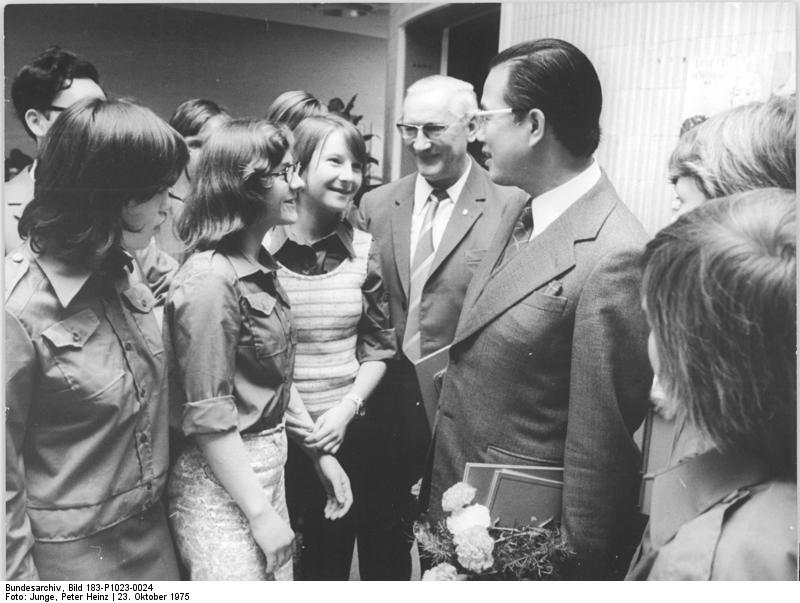
Молодёжь ГДР на встрече с председателем подкомитета Вьетнама Комитета солидарности ГДР Максом Зефрином и советником посольства ДРВ. 1975

Комитет солидарности ГДР (нем. Solidaritätskomitee der DDR) — общественная организация в Германской Демократической Республике, координировавший помощь развивающимся странам. Находился под прямым контролем ЦК СЕПГ и подчинялся правительству ГДР.
Комитет солидарности оказывал странам третьего мира помощь в борьбе против империализма, колониализма и неоколониализма. В годы холодной войны эта помощь заключалась в поддержке лиц, общественных движений и государств, занимавших просоциалистические и антизападные позиции. Государственная помощь оказывалась на основании постановлений Совета министров ГДР и Секретариата ЦК СЕПГ.
22 июля 1960 года был учреждён Комитет солидарности со странами Африки. В 1964—1973 годах организация расширила свою деятельность, сменив название на Комитет солидарности со странами Африки и Азии. С 1965 года в Комитете работал подкомитет по Вьетнаму, а с 1973 года — по Чили. После объединения Германии Комитет солидарности ГДР был преобразован в Международную службу солидарности.